# ディエゴ・デ・ガルドキ
ディエゴ・マリア・デ・ガルドキ・イ・アリキバル（Diego María de Gardoqui y Arriquibar, 1735年11月12日 - 1798年）は、スペイン・ビルバオ出身の実業家・政治家・外交官。バスク人。アメリカ独立戦争の際に独立派のジョージ・ワシントンらに武器や弾薬を提供したことで知られる。

## 経歴

### 幼少期
父方の曾祖父はバスク地方のビスカヤにあるララベツ出身であり、母方の曾祖母はビスカヤの主都ビルバオの出身である。父親のホセ・イグナシオ・デ・ガルドキは毛織物などの繊維業を営む実業家であり、母親はマリア・シモナ・デ・アリキバルである。1735年、ディエゴは8人兄弟の次男としてビルバオに生まれた。父親のホセフ・イグナシオは1736年にイギリスからタラを輸入する資格を取得。1750年にはホセ・イグナシオとディエゴの5歳上の兄ホセフ・ホアキン・デ・ガルドキ（長男）が、共同でホセ・ガルドキ・エ・イホス社を設立している。

### アメリカ独立戦争

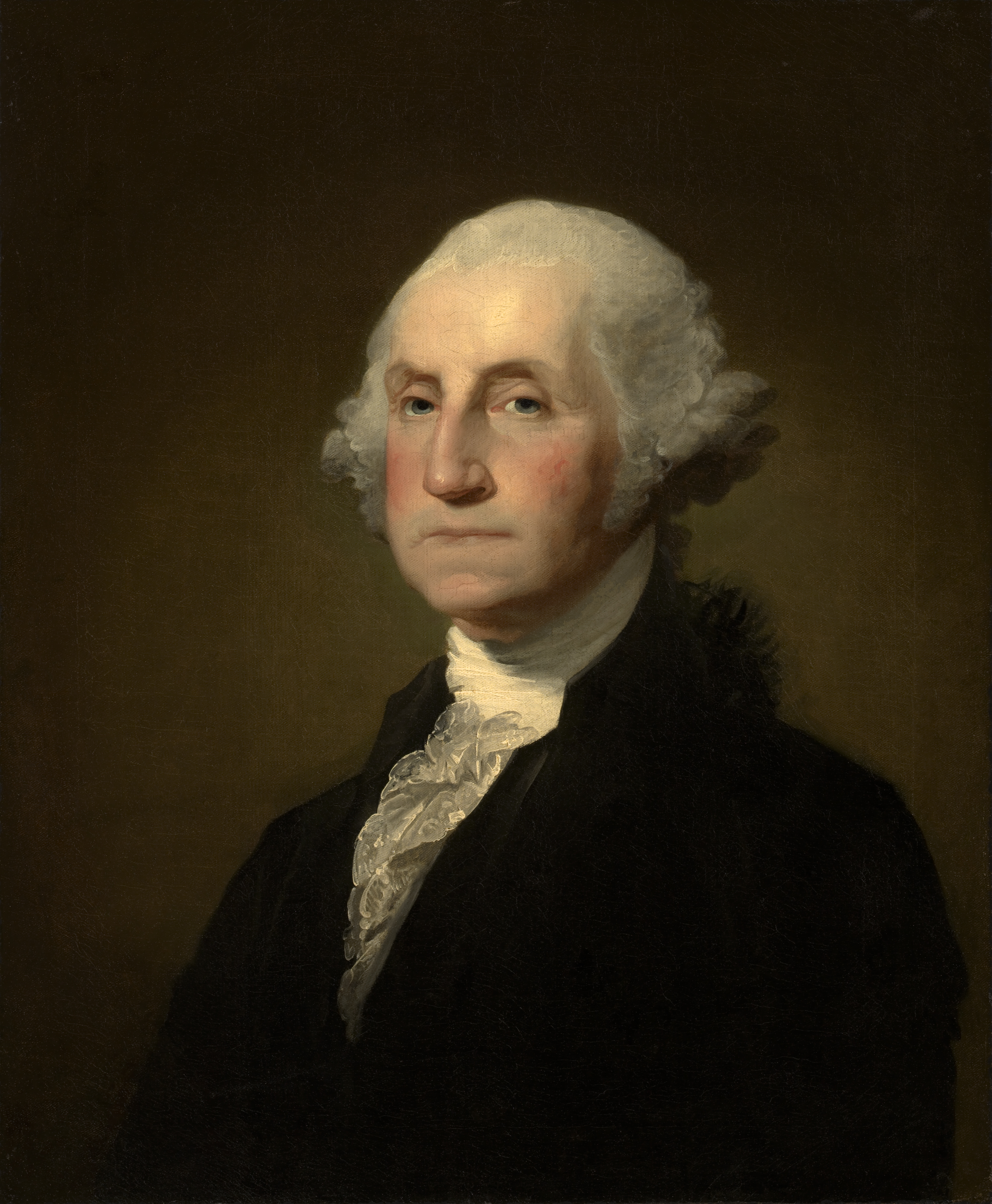
ガルドキと交友があったジョージ・ワシントン

ディエゴは23歳でイギリスにわたり、母方の伯父であるニコラス・デ・アリキバルの下で、5年間にわたって貿易業の指導を受けた。その後、北アメリカにあるイギリスの植民地との間の輸出入事業に従事し、ディエゴの3歳年上で独立派のジョージ・ワシントンらと交流した。
1765年以降にはワシントンらに対して、米・砂糖・魚類・ココア・タバコ・毛布・医薬品・軍服・テント用生地・火薬・武器などを提供している。ホセ・ガルドキ・エ・イホス社はアメリカ独立戦争中に、215門の銅製カノン砲、30,000丁のマスケット銃、30,000丁の銃剣、512,314発の銃弾、300,000のpounds of powder、12,868個の手榴弾、30,000着の軍服、4,000張の軍用テントを独立派に対して提供した。また、フランス国王やスペイン国王からはひそかに大量の軍事物資が独立派に流れていたが、これらはディエゴが所有していた船舶などで輸送された。1765年12月6日にはアラバにあるビトリアで、ブリヒダ・ホセファ・デ・オルエタ・イ・ウリアルテと結婚した。

### 外交官時代

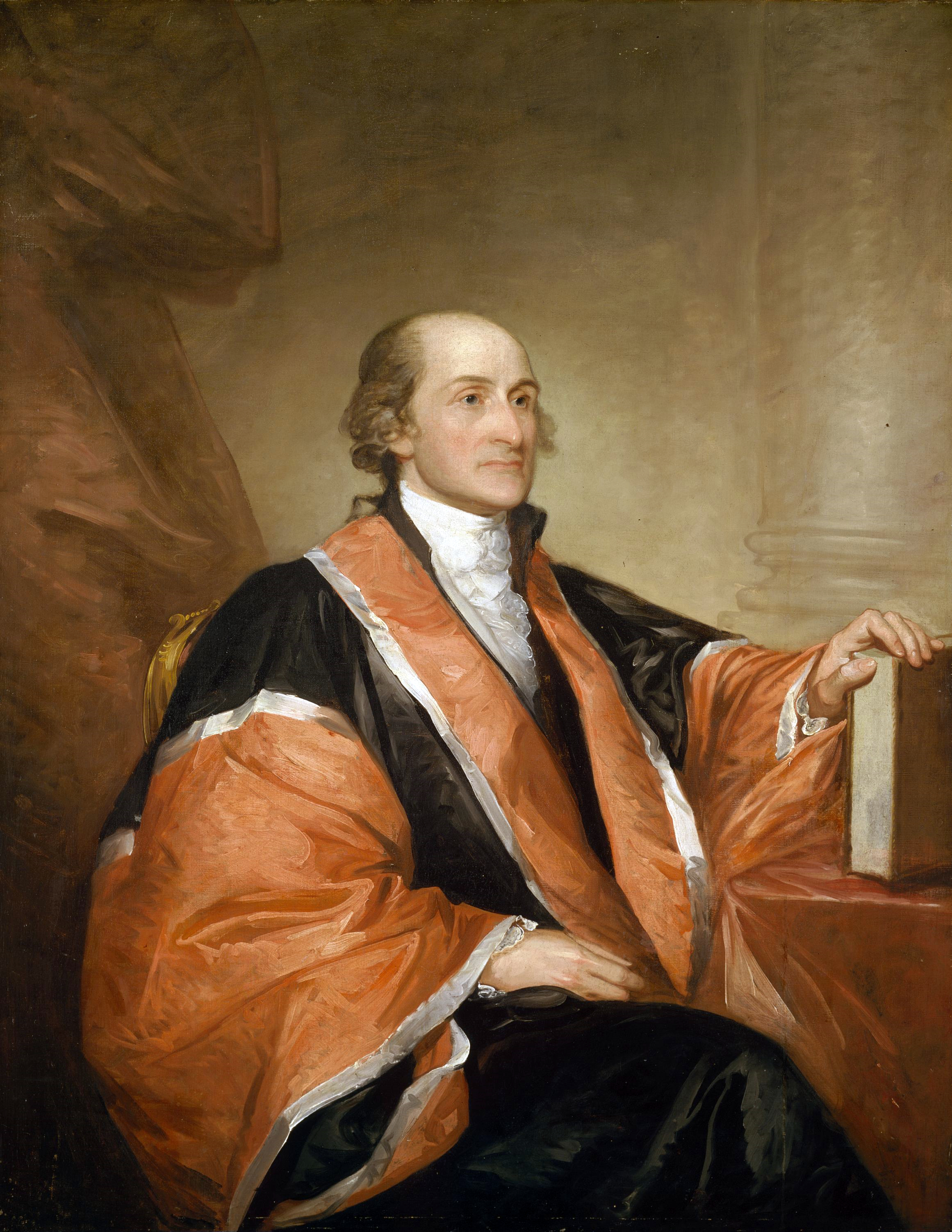
アメリカ合衆国外務長官のジョン・ジェイ

このアメリカ独立戦争における功績から、1785年春には初代駐米スペイン大使に任命され、1789年までニューヨークで駐米スペイン大使を務めた。1786年末にはアメリカ合衆国外務長官のジョン・ジェイとの間で、スペインはミシシッピ川の自由な航行権を放棄するかわりに、スペインとアメリカ合衆国は通商条約を締結するという、いわゆるジェイ＝ガルドキ条約の交渉を行った。ジェイはこの条約の締結を支持したが、アメリカ合衆国議会は条約に批准しなかった。
1789年にはジョージ・ワシントンのアメリカ合衆国初代大統領就任式典にも出席し、ワシントンの演説を「雄弁かつ適切な演説」と評した。ワシントンの大統領就任を祝福するために、ガルドキはブロードウェイにある邸宅の正面を装飾している。ガルドキはワシントンに対して個人的に、ミゲル・デ・セルバンテスの『ドン・キホーテ』全4巻を贈っている。この蔵書はワシントンの個人的な図書室に保管され、この図書室は2013年9月27日に博物館として開館した。
独立宣言後しばらく、アメリカ合衆国議会と大統領はニューヨークを拠点としており、ガルドキの邸宅は各国を代表するカトリック教会の有力者による会合の場にもなった。1785年10月5日にはガルドキによって、恒久的建造物としてはニューヨーク初のカトリック教会であるセント・ペーター・ローマ・カトリック教会の礎石が敷かれた。バークレー通りにあるこの教会は1786年11月4日に竣工した。

### 政治家時代
1791年10月16日には病気のペドロ・ロペス・デ・レレーナに代わって、暫定的なスペインの財務大臣(英語版)に就任。1792年にレレーナが死去すると、正式な財務大臣に就任し、1796年10月28日まで務めている。1795年から1798年には駐イタリア・スペイン大使を務め、1798年にトリノで死去した。

## 賛辞
バスク州ビスカヤ県ビルバオにはガルドキ通りがあるが、これはディエゴではなく弟のフランシスコ・ガルドキ枢機卿(1747-1820)を称えて名付けられたものである。チリのマウレ州タルカ県コンスティトゥシオンは、1794年6月28日に建設された際にはヌエバ・ビルバオ・デ・ガルドキ(スペイン語: Nueva Bilbao de Gardoqui)という名称だったが、これはディエゴの功績を称えたものである。コンスティトゥシオンの住民は現在でもガルドキーノ/ガルドキーナ(gardoquino, -a)と呼ばれることがある。
アメリカ合衆国海軍が1898年の米西戦争時に使用した船舶には、ガルドキ家を称えたUSSガルドキがある。1940年代の第二次世界大戦時に使用したタンカーには、やはりガルドキ家を称えたUSSガルドキ (IX-218)がある。
アメリカ合衆国建国200年の1977年には、アメリカ独立宣言が起草されたペンシルベニア州フィラデルフィアにディエゴの銅像が設置された。銅像の製作はスペイン人彫刻家のルイス・サンギーノが手掛けている。この銅像は中心市街地であるローガン・スクエア地区のローガン・サークルに設置されている。